# Francena McCorory
Francena McCorory (nascuda el 20 d'octubre de 1988) és una atleta estatunidenca, coneguda principalment per córrer els 400 metres, i és de la NCAA i posseïdora del rècord d'interior americà en aquest esdeveniment. Va ser membre de l'equip olímpic dels Estats Units de 2012 i va guanyar la medalla d'or en els 4 × 400 m relleus als Jocs Olímpics de Londres 2012. Ella és la reina de la IAAF de 400 metres campiona mundial de pista coberta (2014).
Als Jocs Olímpics de 2012, McCorory va competir en els 400 metres i de relleu 4x400m. En la final de 400 metres, McCorory va acabar setena amb un temps de 50.33 s. En el relleu, McCorory va córrer la tercera etapa dels 4 x 400m femenins (en un temps d'anada de 49.39), amb Dee Dee Trotter, Allyson Felix i Sanya Richards-Ross, al moment de guanyar amb 3:16.87, el tercer millor temps en la història olímpica darrere de la Unió Soviètica i els EUA als Jocs Olímpics de 1988, i el cinquè temps més ràpid en general.